# Lauro de Freitas
Lauro de Freitas is een gemeente in de Braziliaanse deelstaat Bahia. De gemeente telt 197.636 inwoners (schatting 2017).

## Aangrenzende gemeenten
De gemeente grenst aan Camaçari, Salvador en Simões Filho.

## Geboren
- Geferson Cerqueira Teles, "Geferson" (1994), voetballer